# Hamburg-Bergedorf
Bergedorf er en bydel i Bezirk Bergedorf i den tyske bystat Hamborg. Bydelen er bezirkets kulturelle og erhvervsmæssige centrum.
På en ø ligger slotsparken til Bergedorf slot, og Bergedorf har også en gammel bydel.
Bergedorf var tidligere en selvstændig by; den fik i 1275 sine byrettigheder. Fra 1420 til 31. december 1866 hørte byen under både Lübeck og Hamborg, derefter kun under Hamborg.

## Geografi
Bergedorf ligger i den sydøstlige del af Hamborg, grænsende op til byerne Wentorf og Reinbek i delstaten Slesvig-Holsten. Bydelen ligger ved, og gennemløbes af, floden Bille.
Den nuværende bydel omfatter stort set den tidligere selvstændige by af samme navn. Kun de vest for Bille beliggende områder Nettelnburg, Neuallermöhe-Ost og Bergedorf-West, hørte i sin tid ikke til byområdet.
Den 1. januar 2011 blev den 1982 opståede bebyggelse Neu-Allermöhe Ost tilført den nyoprettede bydel Neuallermöhe. Ved samme lejlighed blev grænsen til bydelen Allermöhe, syd for Bergedorf, langs Bundesautobahn 25 rettet ud, hvorved bebyggelsen Alt-Nettelburg blev lagt til Bergedorf, og samtidig blev der foretaget en mindre ændring af græsen til den i vest beliggende bydel Billwerder.

## Navn
Navnet Bergedorf (Bjerglandsbyen) stammer fra beliggenheden på gesten samt højdeforskellen til de nærtliggende marskområder, selv om Bergedorf ikke ligger på et rigtigt bjerg. De saksiske bosættere, der slog sig ned her formentlig allerede før år 1000, blev kaldt berger. I årenes løb, har der være anvendt flere varianter af betegnelsen, eksempelvis omkring 1162 var det Bergidorpe, samt Bergirdorpe og Bergerdorp, i 1275 Berjerdorp og i 1349 Berghdorpe.